# Stefan Simonsson
Per Stefan Mikael Simonsson (Hyltebruk, 5 januari 1960) is een Zweeds voormalig tennisser.

## Carrière
Simonsson verloor in 1978 het juniorentoernooi op de US Open in het enkelspel van landgenoot Per Hjertquist. Hij maakte zijn profdebuut in 1977 op het ATP-toernooi van Båstad. In 1982 verloor hij zijn enige finale in het enkelspel tegen de Amerikaan Vitas Gerulaitis op de ATP Florence. Hij won twee titels in het dubbelspel aan de zijde van Magnus Tideman de ATP Bordeaux en aan de zijde van zijn broer Hans Simonsson de ATP Hilversum.
Na zijn carrière werd hij coach van Magnus Gustafsson en Magnus Larsson.

## Privéleven
Zijn broer Hans Simonsson was ook een proftennisser.

## Palmares
| Legenda                       | Legenda               |
| ----------------------------- | --------------------- |
| Grand Slam                    |                       |
| Olympische Spelen             |                       |
| tot 2009                      | vanaf 2009            |
| Tennis Masters Cup            | ATP Finals            |
| ATP Masters Series            | ATP Tour Masters 1000 |
| ATP International Series Gold | ATP Tour 500          |
| ATP International Series      | ATP Tour 250          |

### Enkelspel
| Nr.                  | Datum            | Toernooi     | Ondergrond | Tegenstander in finale | Score         | Details |
| -------------------- | ---------------- | ------------ | ---------- | ---------------------- | ------------- | ------- |
| Verloren finales     |                  |              |            |                        |               |         |
| 1.                   | 16 mei 1982      | ATP Florence | Gravel     | Vitas Gerulaitis       | 6-4, 3-6, 1-6 | details |
| gewonnen challengers |                  |              |            |                        |               |         |
| 1.                   | 17 augustus 1981 | Le Touquet   | Gravel     | Georges Goven          | 6-2, 6-1, 7-5 |         |

### Dubbelspel
| Nr.                          | Datum             | Toernooi      | Ondergrond | Partner          | Tegenstanders in finale           | Score         | Details |
| ---------------------------- | ----------------- | ------------- | ---------- | ---------------- | --------------------------------- | ------------- | ------- |
| Gewonnen finales herendubbel |                   |               |            |                  |                                   |               |         |
| 1.                           | 23 september 1983 | ATP Bordeaux  | Gravel     | Magnus Tideman   | Francisco Yunis Juan Carlos Yunis | 6-4, 6-2      | details |
| 2                            | 28 juli 1985      | ATP Hilversum | Gravel     | Hans Simonsson   | Carl Limberger Mark Woodforde     | 6-3, 6-4      | details |
| Verloren finales herendubbel |                   |               |            |                  |                                   |               |         |
| 1.                           | 14 november 1983  | ATP Ferrara   | Tapijt     | Stanislav Birner | Bernard Mitton Butch Walts        | 6-7, 6-0, 3-6 | details |
| gewonnen challengers         |                   |               |            |                  |                                   |               |         |
| 1.                           | 17 augustus 1981  | Le Touquet    | Gravel     | Anders Järryd    | Miloslav Lacek Libor Pimek        | 7-5, 7-5      |         |

## Resultaten grote toernooien
| Legenda | Legenda                          |
| ------- | -------------------------------- |
| g.t.    | geen toernooi gehouden           |
| l.c.    | lagere categorie                 |
| –       | niet deelgenomen                 |
| G       | uitgeschakeld in de groepsfase   |
| 1R      | uitgeschakeld in de eerste ronde |
| 2R      | uitgeschakeld in de tweede ronde |
| 3R      | uitgeschakeld in de derde ronde  |
| 4R      | uitgeschakeld in de vierde ronde |
| KF      | uitgeschakeld in de kwartfinale  |
| HF      | uitgeschakeld in de halve finale |
| F       | de finale verloren               |
| W       | het toernooi gewonnen            |
| w-v     | winst/verlies-balans             |

### Enkelspel
| grandslamtoernooien |    |   |    |    |    |    |   |
| Australian Open     | –  | – | –  | –  | 4R | –  | – |
| Roland Garros       | 1R | – | –  | 1R | 1R | 1R | – |
| Wimbledon           | 1R | – | 3R | 2R | 2R | 1R | – |
| US Open             | –  | – | 2R | 1R | 2R | –  | – |

### Dubbelspel
| grandslamtoernooien |    |    |    |    |
| Australian Open     | –  | –  | 1R | –  |
| Roland Garros       | 2R | 3R | 2R | 2R |
| Wimbledon           | –  | 2R | 2R | –  |
| US Open             | –  | 3R | 1R | –  |